# Toranlage Altwahnsdorf 63 (Radebeul)
Die Toranlage Altwahnsdorf 63 ist ein Einzeldenkmal im sächsischen Radebeul-Wahnsdorf; sie gehört zum dortigen Dreiseithof am Anger Altwahnsdorf.

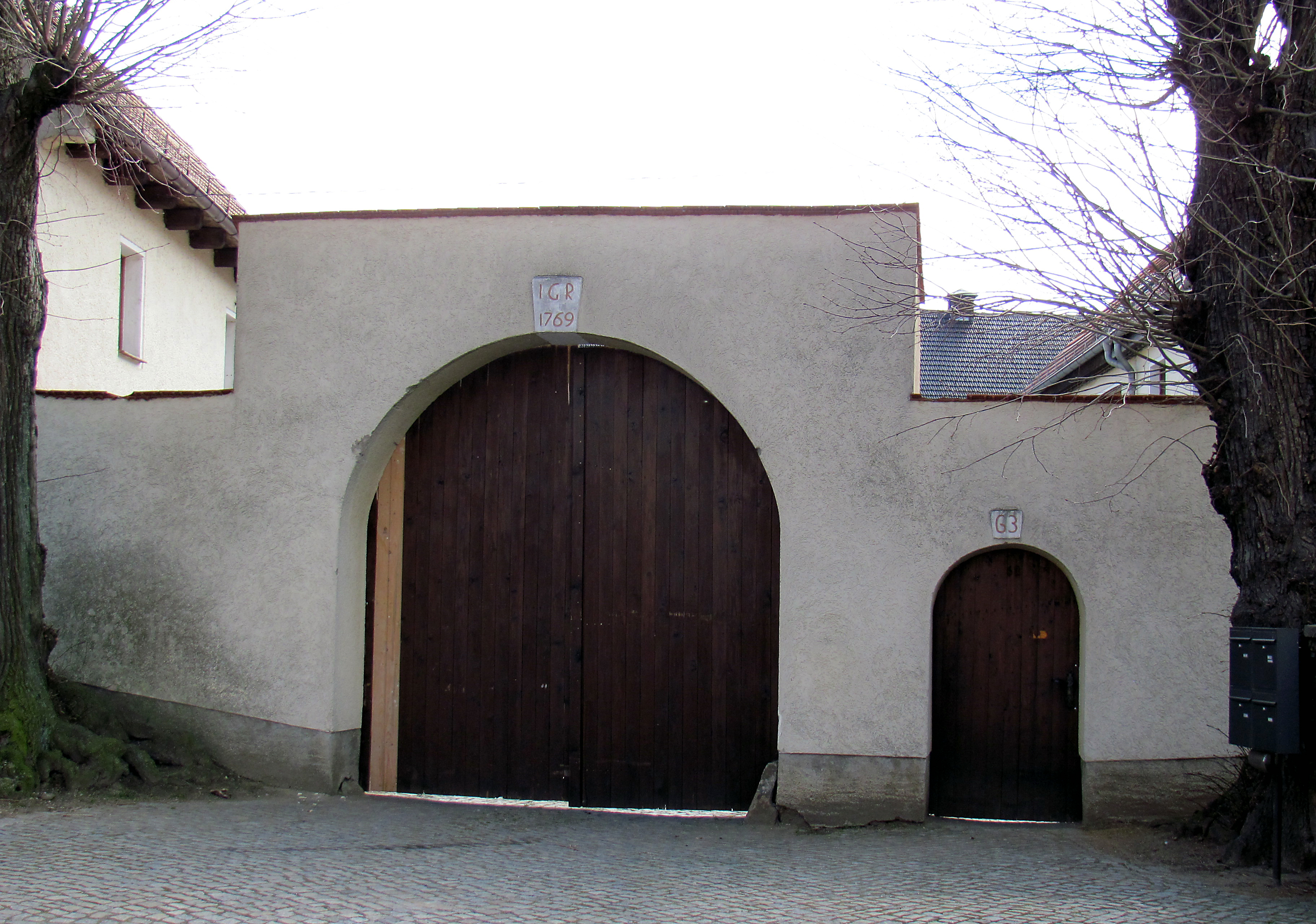
Toranlage Altwahnsdorf 63

Den Innenhof des Gehöfts schließt zur Straße hin eine etwa drei Meter hohe Mauer ab. Darin befindet sich eine große rundbogige Durchfahrt mit Holztor, die auf etwa vier Meter überhöht ist. Rechts daneben noch im niedrigeren Bereich befindet sich eine kleine rundbogige hölzerne Mannspforte. Der „wohl erneuerte“ Schlussstein des Tores weist die Initialen IGR und eine Datierung auf 1769 auf, wohl der Beleg für die Übernahme des bereits vorher bestehenden Hofs durch einen Bauern mit den angegebenen Initialen.
Vor der Toranlage stehen zwei Kopflinden als Hausbäume.